# Barbus sexradiatus
Barbus sexradiatus е вид лъчеперка от семейство Шаранови (Cyprinidae).

## Разпространение
Видът е разпространен в Кения.

## Описание
На дължина достигат до 5,6 cm.